# Stefan Marković
Stefan Marković (Belgrado, 25 de abril de 1988) é um basquetebolista profissional sérvio, atualmente joga no BC Khimki disputando a EuroLiga e a Liga Unida Russa. O atleta que tem representado a Sérvia nas competições recentes, possui 1,99m e 98kg.

## Carreira profissional
Marković iniciou sua carreira profissional na equipe do KK Atlas de Belgrado. Entre os anos de 2006 e 2010 ele representou as cores do Hemofarm de Vršac, passando na temporada 2010–11 a jogar no Benetton Treviso da Itália.
Em Junho de 2011 assinou um contrato de dois anos de duração com cláusula prevendo negociação para uma terceira temporada com o Valencia Basket da Espanha. Em julho de 2013 as negociações para o prolongamento do contrato não avançaram e ambas as partes decidiram encerrar o contrato. O que o levou a assinar em outubro do mesmo ano com o clube turco do Banvit. Em Junho de 2014, Marković volta para a Espanha com contrato bienal desta vez com o Unicaja.

Em Agosto  de 2016 assina com a equipe russa Zenit São Petersburgo em contrato de um ano. Na temporada seguinte em 23 de junho, ainda em solo russo, Marković assinou contrato com o Khimki por dois anos.